# Remko Koster
Remko Koster (26 januari 1972) is een voormalig Nederlands hockeyer. Hij speelde in totaal vier officiële interlands (nul doelpunten) voor de Nederlandse hockeyploeg.
De aanvaller annex middenvelder van HDM en Hurley maakte zijn debuut voor het Nederlands elftal op 30 juli 1995 in Laren (Noord-Holland), in de oefeninterland Nederland-Polen (4-0). Een vaste basisplaats wist hij niet af te dwingen onder toenmalig bondscoach Roelant Oltmans, reden waarom hij 'slechts' vier caps verzamelde. 
Zijn laatste interland speelde Koster op 22 augustus 1995 tijdens het EK hockey in Dublin: Nederland-België (1-1). Na zijn overstap naar Hurley was hij jarenlang een van de 'dragende spelers' bij de club uit Amsterdam.